# Internationella Luftfartsutställningen i Stockholm
De Internationella Luftfartsutställningen i Stockholm (ILIS) was een internationale luchtvaarttentoonstelling die in 1936 in de Zweedse hoofdstad Stockholm werd gehouden. Het was tevens de eerste gespecialiseerde tentoonstelling die door het Bureau International des Expositions werd erkend. De tentoonstelling werd georganiseerd rond de opening van de luchthaven Bromma. Deze luchthaven had de Europese primeur van geasfalteerde start- en landingsbanen, op het nieuwe vliegveld werden diverse vliegdemonstraties gegeven. De binnententoonstelling vond plaats op het terrein van vliegveld Lindarängen, een landingsplaats voor watervliegtuigen aan de oostkant van het centrum. Tijdens de tentoonstelling konden de bezoekers vanaf Lindarängen een rondvlucht maken boven Stockholm met een Zweeds watervliegtuig.

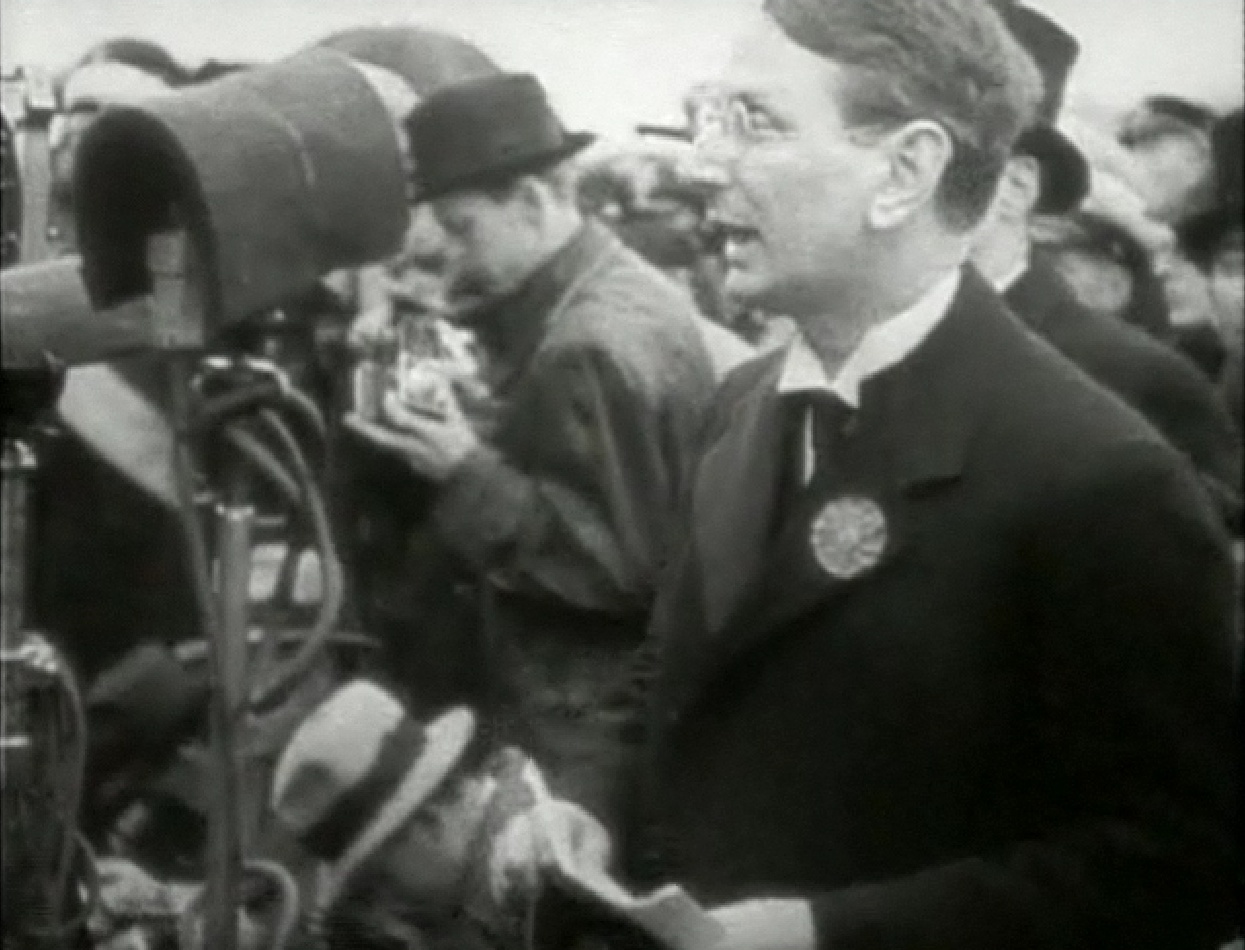
Opening van Bromma door wethouder Yngve Larsson

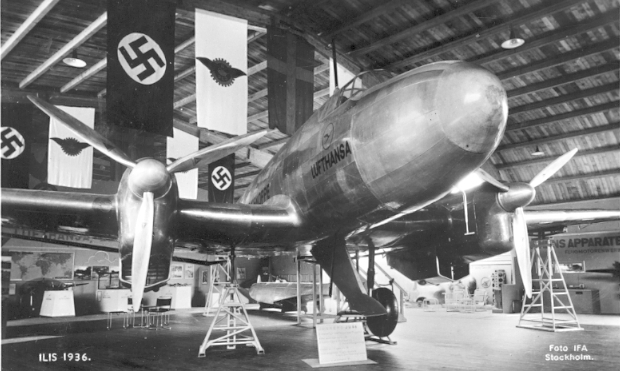
ILIS binnententoonstelling in Lindarängen